# 函子範疇
在範疇論中，兩個範疇間的函子具有範疇結構，其中的對象是函子，而態射則為自然變換。函子範疇的重要在於：
- 許多常見的範疇是函子範疇。
- 任意給定範疇可嵌入一個函子範疇，函子範疇有比原範疇更好的性質，因而可在其上施行一些在原範疇中不可行的建構。

## 定義
設{\displaystyle {\mathcal {C}}}為小範疇（即：其對象構成一個集合而非真類），而{\displaystyle {\mathcal {D}}}為任意範疇。{\displaystyle {\mathcal {C}}\to {\mathcal {D}}}的函子構成一個範疇，其對象為函子，態射為自然變換（注意到自然變換可以合成），此範疇稱為函子範疇，記為{\displaystyle \mathrm {Fct} ({\mathcal {C}},{\mathcal {D}})}或{\displaystyle {\mathcal {D}}^{\mathcal {C}}}。
同理，我們亦可考慮{\displaystyle {\mathcal {C}}\to {\mathcal {D}}}的逆變函子函子範疇，它無非是{\displaystyle \mathrm {Fct} ({\mathcal {C}}^{\mathrm {op} },{\mathcal {D}})}。
若{\displaystyle {\mathcal {C}}}與{\displaystyle {\mathcal {D}}}都是預加法範疇，則可定義加法函子範疇，記為{\displaystyle \mathrm {Add} ({\mathcal {C}},{\mathcal {D}})}。